# Punctisphena pustulata
Punctisphena pustulata is een rechtvleugelig insect uit de familie Pyrgomorphidae. De wetenschappelijke naam van deze soort is voor het eerst geldig gepubliceerd in 1961 door Kevan.